# Wálter Veizaga
Wálter Veizaga Argote (Cochabamba, 22 de abril de 1986) é um futebolista profissional boliviano que atua como meio-campo, atualmente defende o The Strongest.

## Carreira
Wálter Veizaga se profissionalizou no Jorge Willstermann.

## Seleção
Wálter Veizaga integrou a Seleção Boliviana de Futebol na Copa América de 2015.